# Division II i fotboll 1933/1934
Division II i fotboll 1933/1934, som var upplagan av Division II i fotboll säsongen 1933/1934, bestod av fyra serier innehållande tio lag. Gruppvinnarna i varje serie gick till kvalspel till Allsvenskan.

## Serier

### Norra
| Nr | Lag               | S  | V  | O | F  | GM | IM | MS  | P  |
| -- | ----------------- | -- | -- | - | -- | -- | -- | --- | -- |
| 1  | IK Brage          | 18 | 14 | 2 | 2  | 77 | 28 | +49 | 30 |
| 2  | Örebro SK (U)     | 18 | 9  | 5 | 4  | 41 | 23 | +18 | 23 |
| 3  | Surahammars IF    | 18 | 10 | 3 | 5  | 34 | 22 | +12 | 23 |
| 4  | IFK Kumla         | 18 | 8  | 3 | 7  | 35 | 37 | −2  | 19 |
| 5  | IFK Grängesberg   | 18 | 8  | 2 | 8  | 44 | 36 | +8  | 18 |
| 6  | Ljusne AIK (U)    | 18 | 8  | 2 | 8  | 31 | 37 | −6  | 18 |
| 7  | Hallstahammars SK | 18 | 7  | 3 | 8  | 21 | 29 | −8  | 17 |
| 8  | IFK Västerås      | 18 | 7  | 1 | 10 | 23 | 32 | −9  | 15 |
| 9  | IFK Örebro (U)    | 18 | 6  | 2 | 10 | 34 | 44 | −10 | 14 |
| 10 | Brynäs IF         | 18 | 1  | 1 | 16 | 15 | 67 | −52 | 3  |

IK Brage gick vidare till kvalspel till Allsvenskan och IFK Örebro och Brynäs IF flyttades ner till division III. Från division III kom Bollnäs GoIF och IF Rune.

### Östra
| Nr | Lag                | S  | V  | O | F  | GM | IM | MS  | P  |
| -- | ------------------ | -- | -- | - | -- | -- | -- | --- | -- |
| 1  | IK Sleipner (N)    | 18 | 16 | 0 | 2  | 74 | 24 | +50 | 32 |
| 2  | Djurgårdens IF     | 18 | 12 | 3 | 3  | 42 | 23 | +19 | 27 |
| 3  | Hammarby IF        | 18 | 11 | 1 | 6  | 49 | 32 | +17 | 23 |
| 4  | IFK Norrköping     | 18 | 8  | 2 | 8  | 55 | 40 | +15 | 18 |
| 5  | Sundbybergs IK (U) | 18 | 6  | 6 | 6  | 25 | 30 | −5  | 18 |
| 6  | Mjölby AIF         | 18 | 7  | 4 | 7  | 34 | 48 | −14 | 18 |
| 7  | BK Derby           | 18 | 6  | 2 | 10 | 26 | 48 | −22 | 14 |
| 8  | Åtvidabergs FF     | 18 | 4  | 3 | 11 | 32 | 49 | −17 | 11 |
| 9  | Motala AIF         | 18 | 4  | 2 | 12 | 29 | 57 | −28 | 10 |
| 10 | Reymersholms IK    | 18 | 3  | 3 | 12 | 33 | 48 | −15 | 9  |

IK Sleipner gick vidare till kvalspel till Allsvenskan och Motala AIF och Reymersholms IK flyttades ner till division III. De ersattes av Årsta SK och Västerviks AIS från division III.

### Västra
| Nr | Lag              | S  | V  | O | F  | GM | IM | MS  | P  |
| -- | ---------------- | -- | -- | - | -- | -- | -- | --- | -- |
| 1  | Fässbergs IF     | 18 | 10 | 4 | 4  | 40 | 22 | +18 | 24 |
| 2  | IFK Uddevalla    | 18 | 10 | 4 | 4  | 44 | 27 | +17 | 24 |
| 3  | Gårda BK (U)     | 18 | 10 | 4 | 4  | 47 | 31 | +16 | 24 |
| 4  | Karlskoga IF     | 18 | 7  | 4 | 7  | 37 | 35 | +2  | 18 |
| 5  | Jonsereds IF     | 18 | 8  | 2 | 8  | 42 | 42 | 0   | 18 |
| 6  | Billingsfors IK  | 18 | 6  | 4 | 8  | 35 | 38 | −3  | 16 |
| 7  | Slottsbrons IF   | 18 | 6  | 4 | 8  | 31 | 37 | −6  | 16 |
| 8  | Husqvarna IF (U) | 18 | 6  | 2 | 10 | 28 | 35 | −7  | 14 |
| 9  | Surte IS         | 18 | 6  | 2 | 10 | 35 | 45 | −10 | 14 |
| 10 | Krokslätts FF    | 18 | 6  | 0 | 12 | 31 | 58 | −27 | 12 |

Fässbergs IF gick vidare till kvalspel till Allsvenskan och Surte IS och Krokslätts FF flyttades ner till division III. De ersattes av Landala IF och Degerfors IF från division III.

### Södra
| Nr | Lag                 | S  | V  | O | F  | GM | IM | MS  | P  |
| -- | ------------------- | -- | -- | - | -- | -- | -- | --- | -- |
| 1  | Landskrona BoIS (N) | 18 | 15 | 0 | 3  | 65 | 30 | +35 | 30 |
| 2  | IFK Hälsingborg (U) | 18 | 13 | 1 | 4  | 47 | 22 | +25 | 27 |
| 3  | IFK Malmö           | 18 | 12 | 1 | 5  | 59 | 38 | +21 | 25 |
| 4  | Lunds BK            | 18 | 10 | 0 | 8  | 46 | 56 | −10 | 20 |
| 5  | Malmö BI            | 18 | 8  | 3 | 7  | 46 | 31 | +15 | 19 |
| 6  | Stattena IF         | 18 | 8  | 0 | 10 | 37 | 43 | −6  | 16 |
| 7  | Kalmar FF           | 18 | 6  | 3 | 9  | 31 | 31 | 0   | 15 |
| 8  | Höganäs BK          | 18 | 6  | 2 | 10 | 40 | 46 | −6  | 14 |
| 9  | BK Drott            | 18 | 3  | 2 | 13 | 26 | 60 | −34 | 8  |
| 10 | Lessebo GoIF (U)    | 18 | 2  | 2 | 14 | 26 | 66 | −40 | 6  |

Landskrona BoIS gick vidare till kvalspel till Allsvenskan och BK Drott och Lessebo GoIF flyttades ner till division III. De ersattes av IS Halmia och Malmö FF från Allsvenskan och från division III kom Ängelholms IF och IFK Värnamo.

## Kvalspel

### Kval till Allsvenskan
| Lag 1           | Totalt | Lag 2        | Möte 1 | Möte 2 |
| IK Brage        | 5–6    | IK Sleipner  | 3–3    | 2–3    |
| Landskrona BoIS | 5–1    | Fässbergs IF | 3–1    | 2–0    |

IK Sleipner och Landskrona BoIS till Allsvenskan medan IK Brage och Fässbergs IF kvar i Division II.